# Nørre Farup
Nørre Farup er en landsby i Sydvestjylland. Landsbyen ligger fem kilometer nordvest for Ribe, og er en del af Esbjerg Kommune i Region Syddanmark.

## Historie

### Navn
Forleddet far- menes at være et oldnordisk ord som betød “overfartssted”, og efterleddet -rup er afledt af det gammeldanske ord thorp, som betød “udflytterbebyggelse”.
Navnet Nørre Farup (Norfarthrop) kendes fra 1352, ca. samtidig med at landsbyen Lille Farup (Lillæfarthorp) på den modsatte side af Ribe Å fik navnet Sønder Farup (Synderfarthorp), men navnet Nørre Farup synes først brugt generelt i 1800-tallet. På matrikelkort fra 1868 nævntes landsbyen endnu som Farup (Fardrup) i Nørre Farup Sogn (Nørre Fardrup Sogn), på matrikelkort fra 1887 som Farup (Fardrup) i Farup Sogn (Fardrup Sogn), og først på matrikelkort fra 1907 som Nørre Farup i Farup Sogn.

### Tidlig historie
Sognet Farup (Fardrup) kendes fra 1045, men landsbyen Farup (Fartorp) kendes først fra anden halvdel af 1200-tallet.

### Nyere tid
Den 14. januar 1814 myrdedes i Nørre Farup en kosak, som patruljerede der, efter at udenlandske tropper invaderede Danmark i Napoleonskrigene. Den lokale Hans Hansen Bundesen erkendte i forhør at han skød kosakken i ryggen og baghovedet fordi kosakken med sin lanse truede ham og hans far, og begge førtes derfor til Haderslev. Hvad der siden skete med dem vides dog ikke.
I Slesvig-Holsten var der siden middelalderen flere enklaver, dvs. gårde eller landsbyer, som var ejet af det danske kongerige. Hvis en gård eller landsby ejedes af kongeriget, gjaldt kongerigets love og regler, mens hertugdømmernes regler gjaldt for de andre områder.  I Nørre Farup var noget af landsbyen del af Riberhus Birk, som var kongerigsk,  og andet var del af Kalvslund Herred,, som var slesvigsk. Den 1. april 1867 blev hele landsbyen dog del af Ribe Herred.

## Geografi
Nørre Farup ligger på gest-randen, dvs. grænsen mellem marsk og gest, og har bevaret tydelig karakter af forteby, klart afgrænset mod det omgivende landskab.

## Kendte fra Nørre Farup
Politik
- Søren Brorsen (1875-1961), politiker.